# Нагрудный знак «За танковую атаку»
За танковую атаку — немецкая медаль (нагрудный знак), награждение которой производилось в течение Второй мировой войны. Учреждён генерал-полковником фон Браухичем 20 декабря 1939 года для награждения танкистов. Эскиз знака разработан берлинской фирмой Ernst Peekhaus. 6 июня 1940 года был утверждён «бронзовый» вариант награды.

## Критерии награждения
Знак вручался за:
- участие в трёх и более отдельных атаках;
- за получение ранения во время боевой операции;
- за проявление особой храбрости в ходе проведения боевой операции.

## Классы
Знак изготавливался в двух классах.
- Бронзовый класс для экипажей самоходных орудий, бронемашин и для бойцов пехотных подразделений танковых дивизий.
- Серебряный класс предназначался для награждения танкистов.

В ходе войны появилась проблема при выделении из состава экипажей ветеранов, в связи с чем в июне 1943 года были введены четыре дополнительных степени знака «за танковую атаку», а именно:
- 25 дней в боевой обстановке;
- 50 дней в боевой обстановке;
- 75 дней в боевой обстановке;
- 100 дней в боевой обстановке.

В нижней части данной награды располагалась табличка с указанием числа атак. Первые два варианта серебрились, остальные два выполнялись с позолотой.
Некоторые источники утверждают, что существовала версия знака 200 дней в боевой обстановке.

## Описание награды
На нагрудном знаке в овальном венке из дубовых листьев помещён танк Panzer IV ранних серий с короткоствольной 75-мм пушкой, движущийся слева направо. Обрамляющий изображение танка венок состоит из четырёх дубовых листьев с одной стороны и из пяти листьев с другой стороны. Левая гусеница танка закрывает один из дубовых листьев, расположенных справа. В верхней части знака находится военная эмблема нацистской Германии — орёл со сложенными крыльями, сжимающий в когтях свастику.
Знак изготавливался с большой степенью детализации. В начале Второй мировой войны для его изготовления использовали настоящую бронзу и серебро, поскольку эта награда была достаточно почётной среди военнослужащих вермахта. Однако во второй половине войны в связи с ухудшением экономического положения Германии для изготовления этого и многих других подобных по используемому материалу нагрудных знаков стали использовать посеребренный цинк, что соответствующим образом сказалось на качестве изделия (в сторону ухудшения).

## Вручение и ношение награды
Награда вручалась в бумажном конверте. На лицевой стороне конверта готическими буквами печаталось название награды, с обратной стороны проставлялся штемпель фирмы-производителя. К награде прилагался обычный набор документов (запись в солдатскую книжку) с указанием имени получателя, названия части, подписью и штампом.
Данный нагрудный знак, как и другие, аналогичные ему, носился с левой стороны сразу под Железным крестом 1-го класса или аналогичной ему наградой.